# Koháryové
Koháryové (též Koháriové, maďarsky Koháry család) byli uherský šlechtický rod se sídly v Čabradi, Sitně a ve Svätém Antonu na Slovensku (Horních Uhrách), také v dolních Uhrách a v dolním Rakousku v oblasti Weinviertel, kde je v Kleinhadersdorfu jejich rodinná hrobka z 19. století. 
Koháryové patřili od raného novověku mezi nejvýznamnější magnátské rody Uherska a byli činní hlavně jako vojáci a politici.

## Historie rodu
Rodina svůj původ odvozovala ze župy Zala v jihozápadním Maďarsku, odkud pocházel první člen rodu Jiří (György) Koháry, který byl v roce 1470 na dvoře uherského a moravského krále Matyáše Korvína v Budíně zmíněn s titulem nobilis regis Hungariae aulicus. 

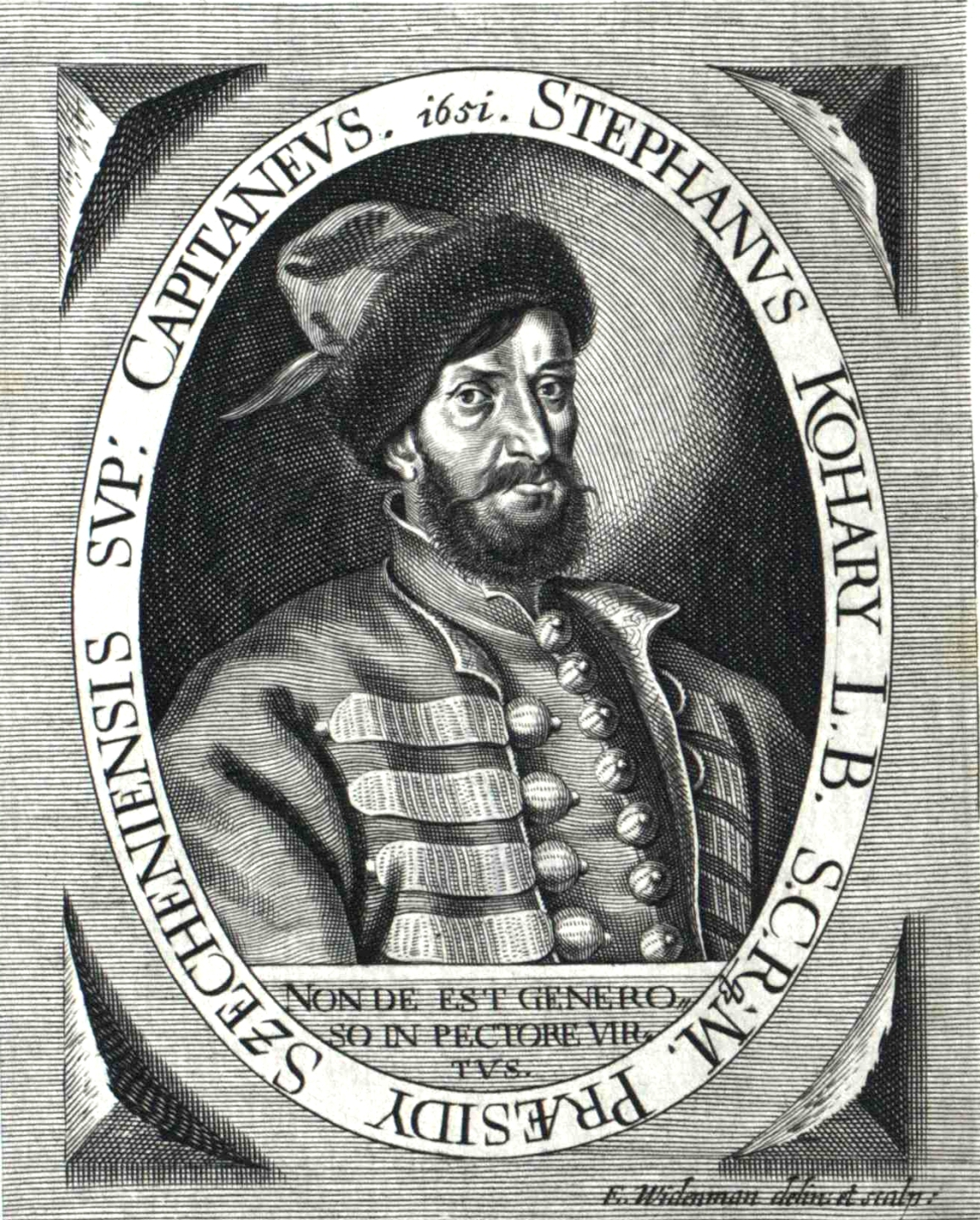
Štěpán I. Koháry, rytina Eliase Widemanna (1664)

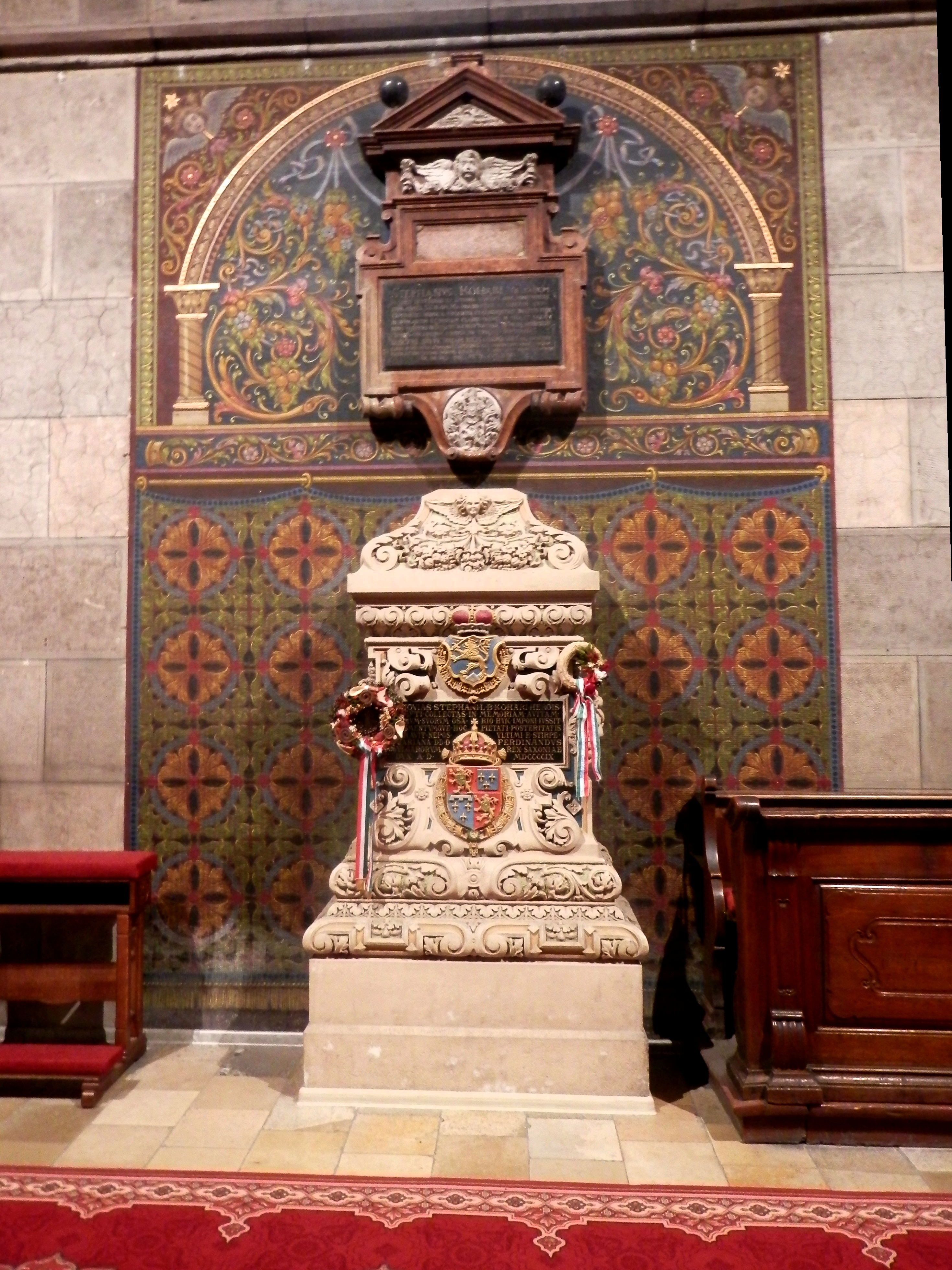
Hrob a epitaf Štěpána I. Koháryho (datovaný 1664), krypta u sv. Benedikta Hronský Beňadik

- V roce 1510 byl Benedikt Koháry jmenován šlechticem na dvoře krále Vladislava II. Jagellonského.[1]
- Imrich Koháry se roku 1568 oženil s Katharinou Jákóffy, jako voják byl následně jmenován podkapitánem Krupiny a velitelem na hradě Čabraď.
- Jeho jediný syn Peter Koháry (1564-1629) byl roku 1616 císařem Matyášem Habsburskýmo povýšen do šlechtického stavu s titulem baron a v roce 1629 dostal panství s hrady Čabraď a Sitno. Vojenská dráha se stala rodinnou tradicí:

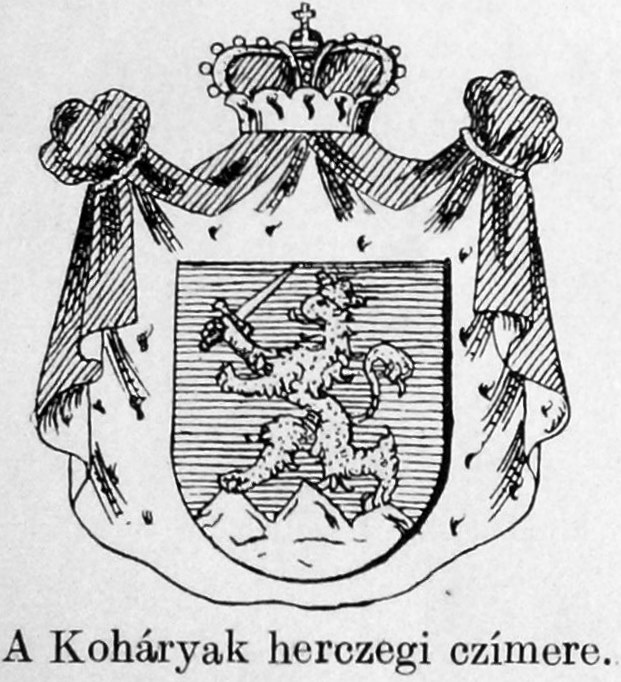
Knížecí erb rodu Koháry

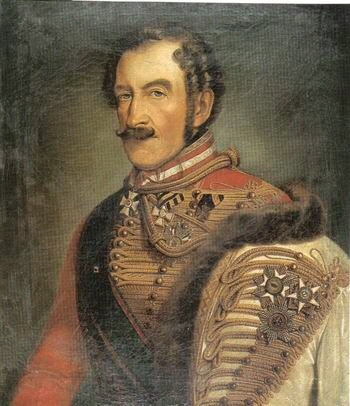
Ferdinand Sasko-Kobursko-Gothajský Kohári

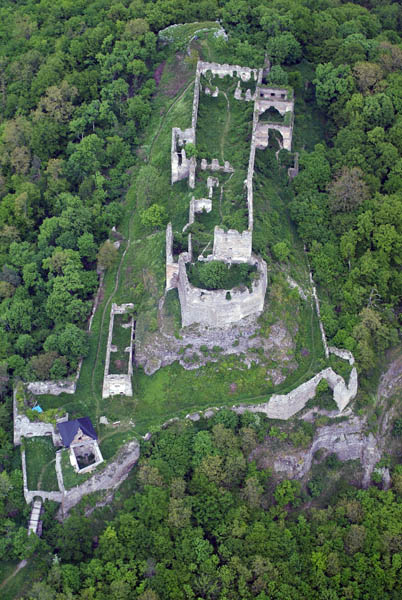
Ruina hradu Čabraď

- Štěpán I. Koháry, také Štefan/Ištván Kohary (1614-1664) byl Petrův jediný syn z druhého manželství s baronkou Evou Ujfaluši. Vstoupil do rakouské císařské armády, za zásluhy byl povýšen na dědičného velitele fiľakovského hradu a v roce 1661 jmenován županem Hontianské župy. V roce 1664 zahynul v bitvě u Levic v boji proti Turkům. Jeho hrob z roku 1664 s epitafem z roku 1690 jsou v kryptě klášterního kostela v Hronském Beňadiku.
- Jeho syn Štěpán II. Koháry (1649-1731) byl vystudovaný teolog, voják, politik a básník zdědil po otci Fiľakovský hrad. Během Tököliho povstání byl zajat a po propuštění v roce 1685 získal grófský (hraběcí) titul, místo zemského soudce pro Uhersko a stal se tajným rádcem císaře Karla VI.
- Jeho synovec Andrej Kohári (1694-1757), syn Wolfganga, bojoval ve vojsku prince Evžena Savojského a zastával funkci župana Hontianské župy. Právě on dal v letech 1744-1750 přestavět dvojkřídlý kaštel ve Svätém Antonu na velké šlechtické sídlo, kam přesunul rodové sídlo z hradu Čabraď.
- Jeho vnuk říšský kancléř František Josef Kohári (1760-1826), předseda Uherské královské komory, byl hlavní královský komorník a hontianský župan.  V roce 1815 byl povýšen do rakouského knížecího stavu. Byl ovšem posledním mužským potomkem rodu Koháryů. S manželkou Marií Antonií Valdštejnovou z Vartenberka zplodil jedinou dceru, a tou byla
- Marie Antonie Gabriela (1797-1862), která se provdala za německého knížete Ferdinanda Jiřího ze Sasko-kobursko-gothajské dynastie. Manželé přijali společné jméno Sasko-Koburk-Gotha-Koháry, protože smrtí jejího otce v roce 1826 rod Koháryů vymřel.

Ferdinand byl příbuzný s několika královskými dvory. Jeho neteřemi byly královna Viktorie, císařovna Charlotta Belgická a jeho synovci princ Albert Britský a král Leopold II. Mezi přímé potomky Marie Antonie Gabriely Koháry patřili mimo jiné portugalský král Ferdinand II. (její syn) a bulharský car Ferdinand I. (její vnuk).